# 環境モデル都市
環境モデル都市（かんきょうモデルとし）は、低炭素社会の実現に向けて温室効果ガスの大幅削減などへの取り組みを行うモデル都市として、日本政府により選定された自治体である。

## 概要
2008年1月18日に第169回国会において行われた福田康夫内閣総理大臣の施政方針演説を受けて、同年1月29日の地域活性化統合本部会合で了承された「都市と暮らしの発展プラン」中で、具体的取り組みとして挙げられたものである。
当初は10自治体の選定が予定されていたが、2008年7月22日に82件（89自治体）の応募の中から環境モデル都市6自治体が選定されるとともに、追加選定の候補として環境モデル候補都市7自治体が選ばれた。また、2009年1月22日には、環境モデル候補都市7自治体がすべて、環境モデル都市に選定されている。

## 環境モデル都市一覧（全都道府県）
2008年7月22日指定（以下の6都市）
- 北海道帯広市
- 北海道上川郡下川町
- 神奈川県横浜市
- 富山県富山市
- 福岡県北九州市
- 熊本県水俣市

2009年1月22日指定（以下の7都市）
- 東京都千代田区
- 長野県飯田市
- 愛知県豊田市
- 京都府京都市
- 大阪府堺市
- 高知県高岡郡檮原町
- 沖縄県宮古島市

2013年3月15日指定（以下の7都市）
- 茨城県つくば市
- 新潟県新潟市
- 岐阜県可児郡御嵩町
- 兵庫県神戸市
- 兵庫県尼崎市
- 岡山県英田郡西粟倉村
- 愛媛県松山市

2014年3月7日指定（以下の3都市）
- 北海道ニセコ町
- 奈良県生駒市
- 熊本県小国町

## 環境共生モデル都市
通称「エコシティ」（ecocity）。日本の建設省（現・国土交通省）が1993年から環境共生モデル都市づくりとしてスタートさせ、同年9月27日に広島県福山市など5都市が一次指定を受けたのを皮切りに20都市（地区）で展開している。環境負荷の軽減、人と自然の共生およびアメニティ（ゆとりと快適さ）の創出を図った質の高い都市環境を創設する。
例えば、千葉県船橋市では1995年に「環境共生まちづくり条例」を制定、開発と環境との共生に係る制度を実施している。